# Линия Второй авеню, Ай-эн-ди

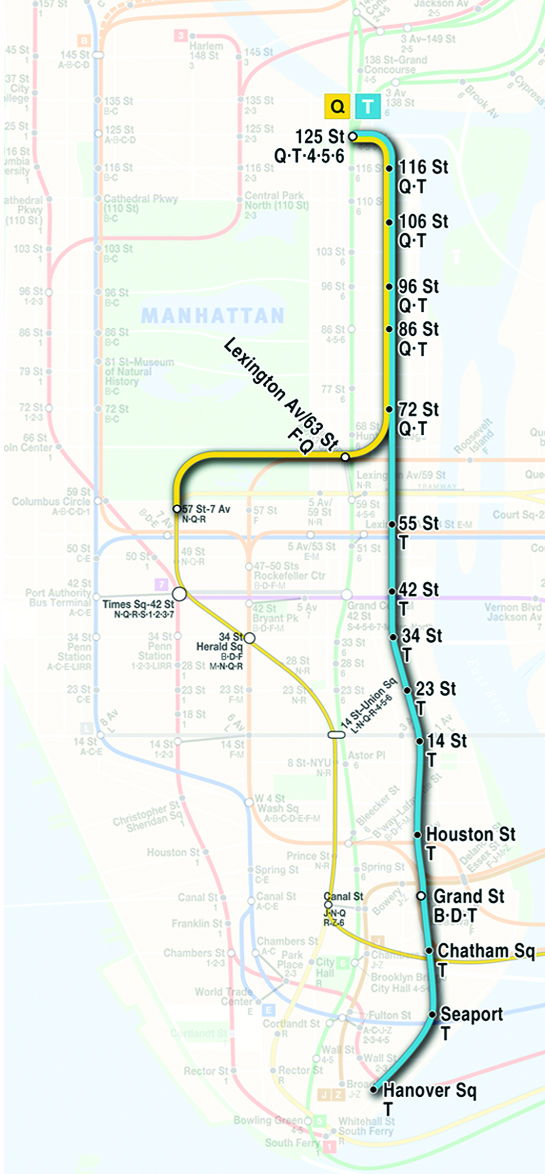
Общая схема линии (голубым цветом обозначена вся проектная длина линии и маршрут ', который начнёт её обслуживать после пуска 3-й очереди; жёлтым — часть маршрута ', который обслуживает только северную часть, в которую входит первый пусковой участок)

Линия Второй авеню (формальное название Линия Второй авеню, Ай-эн-ди; также распространено наименование Метро Второй авеню) — одна из линий в Нью-Йоркском метро, пролегающая вдоль Второй авеню в Ист-Сайде в Манхэттене. Первая очередь этой линии была открыта 1 января 2017 года, будучи на стадии строительства с 2007 года. Тоннели первого участка пролегают от 96-й улицы вдоль Второй авеню и присоединяются к линии 63-й улицы, впоследствии стыкуясь с линией Бродвея. Первый пусковой участок на всём его протяжении обслуживается маршрутами N (часть рейсов в часы пик в пиковом направлении) и Q (круглосуточно).
Линия целиком, в случае наличия финансирования, будет построена ещё в три этапа. На далёкую перспективу, после продления линии от 72-й улицы на юг вдоль Второй авеню, по линии будет организован новый маршрут метрополитена T, при этом прогнозируется, что им будет пользоваться свыше полумиллиона пассажиров каждый день. Согласно проекту, линия Второй авеню будет состоять из 16 станций, а эксплуатационная длина тоннелей составит в совокупности 14 километров в каждом направлении. Стоимость проекта в ценах 2016 года превышает 17 миллиардов долларов.

## История
История линии длится уже столетие. Впервые её проект был предложен в 1920 году в рамках масштабного расширения железнодорожной сети компанией Ай-эн-ди. Однако воплощению планов помешала Великая депрессия: ввиду экономического кризиса все проекты были свёрнуты. С тех пор было предложено бесчисленное множество проектов по строительству подземной линии под Второй авеню в Манхэттене, и все они откладывались в силу отсутствия финансирования. Однако несмотря на то, что планы по строительству подземной линии так и не увенчались результатом, эстакадные линии Второй и Третьей авеню были выведены из эксплуатации и разобраны в 1942 и 1955 годах соответственно. Тем самым, во всём восточном Манхэттене единственной линией скоростного железнодорожного транспорта осталась линия Лексингтон-авеню. На 2016 год она является самой загруженной линией метрополитена в Соединённых Штатах Америки, ежедневно обслуживая 1,3 миллиона пассажиров, согласно данным перевозчика.
Непосредственное строительство линии Второй авеню началось в 1972 году, но было остановлено в 1975 году из-за серьёзного финансового дефицита в бюджете города; за это время было построено только несколько коротких отрезков тоннелей линии. Примерно в те же годы, начиная с 1969 года, велись строительные работы на линии 63-й улицы, которая сегодня соединяет линии Второй авеню и Куинс-бульвара с линией Бродвея и линией Шестой авеню. Однако на 63-й улице строительные работы заморожены не были, даже когда подобная мера была принята для линии Второй авеню. Первый участок линии 63-й улицы — который открылся в октябре 1989 года и впоследствии был продлён до 21-й улицы — Куинсбридж в Лонг-Айленд-Сити — содержал в себе задел и неиспользуемые пути, которые и были использованы при подключении первого участка линии Второй авеню в 2016 году.
Полноценная работа по строительству линии была вновь развёрнута лишь в 2007 году, когда проект официально включили в план по развитию системы метрополитена и когда 20 марта управляющая транспортная компания MTA подписала контракт на тоннельное строительство с консорциумом Schiavone/Shea/Skanska (S3). Этому предшествовало предварительное проектирование тоннеля, окончательный проект которого разработан совместно компаниями AECOM и Arup. Финансирование на себя взяло Федеральное агентство по пассажирским перевозкам. Торжественное заложение линии Второй авеню состоялось 12 апреля 2007 года. Первый участок, протяженностью 3,2 километра и состоящий из трех новых станций, обошёлся в 4,45 миллиарда долларов. Строительство тоннелей осуществлялось с помощью тоннелепроходческого комплекса. Начавшись в мае 2010 года, проходка западного тоннеля была завершена 28 марта 2011 года, после чего осуществлялась проходка восточного тоннеля, завершённая 22 сентября 2011 года. Далее в течение пяти лет велось строительство самих станций и их отделка.
В январе 2022 года началась финальная стадия проектирования второй очереди линии. Время, необходимое для строительства очередных трёх станций, оценивается в 8 лет.

## Станции на линии
Проходящие по линии маршруты в зависимости от дня недели и времени суток
|                                       | Часы пик | Остальное время |
| ------------------------------------- | -------- | --------------- |
| Локальные пути                        | N · Q    | Q               |
| — в пиковом направлении, часть рейсов |          |                 |

Станции на линии
| Условные обозначения |
| для дней и часов работы маршрутов (более точно указано во всплывающих подсказках при этих обозначениях): |
| --- |
| круглосуточно круглосуточно, кроме ночи круглосуточно, кроме будней днём (либо часов пик) в пиковом направлении в будни днём (и, возможно, вечером) в будни круглосуточно в часы пик в будни днём (либо в часы пик) в пиковом направлении в будни днём (либо в часы пик) в направлении, обратном пиковому в выходные ночью ночью и в выходные (и, возможно, вечером) нет движения поездов |

| 4 — круглосуточно · 4 — круглосуточно · 5 — круглосуточно, кроме ночи · 5 — круглосуточно, кроме ночи · 6 — круглосуточно · 6 — круглосуточно · <6> — в будни днём в пиковом направлении · <6> — в будни днём в пиковом направлении | 125-я улица |
| Харлем — 125-я улица (Metro-North)[англ.] |             |

| |  |  |
| N — часть рейсов в часы пик в пиковом направлении · N — часть рейсов в часы пик в пиковом направлении · Q — круглосуточно · Q — круглосуточно |  |  |
| |  |  |
| (нет поездов) |  |  |

| 4 — ночью · 4 — ночью · 6 — круглосуточно · 6 — круглосуточно · <6> — в будни днём в пиковом направлении · <6> — в будни днём в пиковом направлении | 51-я улица                    |
| E — круглосуточно · E — круглосуточно · M — в будни днём и вечером · M — в будни днём и вечером                                                     | Лексингтон-авеню — 53-я улица |

| 4 — круглосуточно · 4 — круглосуточно · 5 — круглосуточно, кроме ночи · 5 — круглосуточно, кроме ночи · 6 — круглосуточно · 6 — круглосуточно · <6> — в будни днём в пиковом направлении · <6> — в будни днём в пиковом направлении | Центральный вокзал — 42-я улица |
| 7 — круглосуточно · 7 — круглосуточно · <7> — в часы пик в пиковом направлении · <7> — в часы пик в пиковом направлении | Центральный вокзал              |
| S (челнок 42-й улицы) — круглосуточно, кроме ночи · S (челнок 42-й улицы) — круглосуточно, кроме ночи | Центральный вокзал              |
| Центральный вокзал Нью-Йорка |                                 |

| L — круглосуточно · L — круглосуточно | Третья авеню |

| F — круглосуточно · F — круглосуточно · <F> — в часы пик в пиковом направлении · <F> — в часы пик в пиковом направлении | Вторая авеню |

| B — в будни днём и вечером до 23:00 · B — в будни днём и вечером до 23:00 · D — круглосуточно · D — круглосуточно | Гранд-стрит |